# Edwin Lanham
Edwin Lanham, né le 11 octobre 1904 à Weatherford au Texas et mort le 24 juillet 1979 à Clinton dans le Connecticut, est un écrivain américain. Il a été principalement traduit et publié en France au sein de l’éphémère collection policière L'Aventure criminelle.

## Biographie
Petit-fils du gouverneur Samuel Willis Tucker Lanham (en), il naît et grandit au Texas. À l’âge de seize ans, il embarque sur un cargo et effectue un voyage à travers le monde. Il s’inspire de son expérience pour écrire son premier roman, Sailors Don't Care. Il retourne ensuite pendant un an dans le New Hampshire finir ses études, puis repart à Paris. Il y étudie la peinture pendant quatre années et travaille également pour la société d’édition américaine Contact Editions, dirigé par Robert McAlmon, qui devient aussi son premier éditeur.
Il s’installe à New York au début de la Grande Dépression et travaille pour le New York Post, le City News Service (en) et le New York Herald Tribune. En 1935, il écrit un second roman, The Wind Blew West, narrant l’arrivée de colons au Texas et se voulant un hommage à ses grands-parents, puis Banner at Daybreak en 1937, un texte partiellement autobiographique racontant son expatriation parisienne et son retour à New York. Il signe ensuite Another Ophelia, l’étude psychologique d’une famille du Vermont, puis The Stricklands qui se déroule en Oklahoma. Il obtient en 1940 une bourse Guggenheim qu’il utilise pour financer son roman Thunder in the Earth. Ce récit, l’histoire d’un homme qui devient millionnaire en exploitant le pétrole issu des terres d’un autre homme, puis qui perd sa fortune, lui vaut un succès critique et commercial aux États-Unis.
Après la Seconde Guerre mondiale, il s’oriente vers le roman policier. Il signe une dizaine de titres dans ce genre, dont trois seront adaptés pour le cinéma. Il rédige également un nouvel ouvrage semi-autobiographique et un texte sur Hiroshima. Il déménage à Clinton où il décède à l’âge de 74 ans.
En France, huit romans policiers de l’auteur ont été traduits au sein de la collection L'Aventure criminelle. Il compte également une traduction dans la collection Série rouge en 1947 et une autre dans la collection Détective-club-Suisse en 1948.

## Œuvre

### Romans
- Sailors Don't Care (1929)
- The Wind Blew West (1935)
- Banner at Daybreak (1937)
- Another Ophelia (1938)
- The Stricklands (1939)
- Thunder in the Earth (1942)
- Politics is Murder (1947)
- It Shouldn’t Happen to a Dog (1947) Publié en français sous le titre One ne fait pas ça à un chien, traduction de Hélène de Lan et Roger Valloir, Paris, Morgan, coll. Série rouge no 9, 1947.
- Slug It Slay (1948) Publié en français sous le titre Bon à tirer, traduction de Lola Tranec, Genève, Ditis, coll. Détective-club-Suisse no 43, 1948.
- Death of a Corinthian (1953)
- One Murder Too Many (1953) Publié en français sous le titre Seul, le médecin du bord, traduction de Germaine Lalande, Paris, Fayard, L'Aventure criminelle no 85, 1960.
- The Iron Maiden (1954)
- Dead in the Wind (1956) Publié en français sous le titre Meurtre dans la tempête, traduction de Lola Tranec, Paris, Fayard, L'Aventure criminelle no 74, 1960.
- Murder on My Street (1958) Publié en français sous le titre Meurtre dans ma rue, traduction d’André Figueras, Paris, Fayard, L'Aventure criminelle no 48, 1958.
- Double Jeopardy (1959) Publié en français sous le titre Ma femme n’a pas tué, traduction de Jacques Brécard, Paris, Fayard, L'Aventure criminelle no 63, 1959.
- Six Black Camels (1961) Publié en français sous le titre Six chameaux noirs, traduction de Jeanne Fournier-Pargoire, Paris, Fayard, L'Aventure criminelle no 118, 1961.
- Passage to Danger (1961) Publié en français sous le titre Embuscades dans les Caraïbes, traduction de Jeanne Fournier-Pargoire, Paris, Fayard, L'Aventure criminelle no 141, 1962.
- No Hiding Place (1962) Publié en français sous le titre La Fausse partie de cache-cache, traduction de Jacques Brécard, Paris, Fayard, L'Aventure criminelle no 156, 1963.
- Monkey on a Chain (1963) Publié en français sous le titre Un sale singe enchainé, traduction de Michel Le Houbie, Paris, Fayard, L'Aventure criminelle no 194, 1965.
- The Paste-Pot Man (1967)
- The Clock at 8:16 (1970)

## Adaptations

### Au cinéma
- 1946 : It Shouldn't Happen to a Dog (en), film américain réalisé par Herbert I. Leeds d’après le roman éponyme, avec Carole Landis et Allyn Joslyn.
- 1946 : If I’m Lucky, film américain réalisé par Lewis Seiler d’après une histoire de l’auteur, avec Vivian Blaine, Perry Como et Carmen Miranda.
- 1947 : The Senator Was Indiscreet (en), film américain réalisé par George S. Kaufman d’après une histoire de l’auteur, avec William Powell et Ella Raines.

## Sources
- Jacques Baudou et Jean-Jacques Schleret, Les Métamorphoses de la chouette : Détective-club, Paris, Futuropolis, 1986, 206 p. (ISBN 978-2-737-65488-6), p. 96-97.